# Fundusz Ochrony Środowiska
Fundusz Ochrony Środowiska – fundusz celowy, istniejący w latach 1980–2001, mający na celu poprawę stanu środowiska, właściwe gospodarowanie zasobami naturalnymi oraz wspieranie działań służących zrównoważonemu rozwojowi.

## Powołanie Funduszu
Na podstawie ustawy z 1980 r. o ochronie i kształtowaniu środowiska ustanowiono Fundusz Ochrony Środowiska, który podlegał Ministrowi Administracji, Gospodarki Terenowej i  Ochrony Środowiska.

## Dochody Funduszu
Dochodami Funduszu były wpływy z:
- opłat od jednostek organizacyjnych i osób fizycznych za działalność gospodarczą wpływającą szkodliwie na środowisko,
- opłat za korzystanie ze środowiska, w tym opłat za szczególne korzystanie z wód, wprowadzanie zanieczyszczeń do powietrza atmosferycznego, usuwanie drzew, wykorzystanie gruntów rolnych i leśnych na inne cele i składowanie odpadów,
- dobrowolnych świadczeń pieniężnych i rzeczowych oraz innych dochodów.

## Przeznaczenie środków Funduszu
Środki Funduszu przeznaczone były na pokrycie kosztów lub dofinansowanie działalności zmierzającej do ochrony środowiska, a w szczególności na:
- realizację zadań inwestycyjnych,
- dofinansowanie czynów społecznych ludności,
- działalność związaną z zagospodarowaniem odpadów i wprowadzeniem technologii ich likwidacji,
- inne wydatki na cele związane z ochroną środowiska.

## Rodzaje Funduszu
Na podstawie rozporządzenie Rady Ministrów z 1980 r. w sprawie szczegółowych zasad tworzenia i wykorzystywania Funduszu Ochrony Środowiska oraz organów właściwych do gospodarowania tym funduszem wyodrębniono fundusz centralny i fundusz terenowy.
Na fundusz centralny – przeznaczono 50% dochodów uzyskany w poszczególnych województwach i miastach stopnia wojewódzkiego, a na fundusze terenowe 50%.

## Dysponowanie Funduszem
Środkami Funduszu dysponował:
- funduszem centralnym – Minister Administracji, Gospodarki Terenowej i Ochrony Środowiska,
- funduszami terenowymi – wojewodowie.

Ze środków funduszu centralnego realizowano zadania w zakresie ochrony środowiska o zasięgu szerszym niż teren jednego województwa lub o znaczeniu dla dwóch albo więcej województw.
Fundusze terenowe zasilano na wniosek wojewodów dotacją z funduszu centralnego. Dotacja miała charakter uzupełnienia funduszu lub dotacji celowej.

## Zniesienie Funduszu
Na podstawie ustawy z 2001 r. o wprowadzeniu ustawy – Prawo ochrony środowiska, ustawy o odpadach oraz o zmianie niektórych ustaw zlikwidowano Fundusz Ochrony Środowiska.